# Rheinische Apfelroute
Die Rheinische Apfelroute ist ein 124 km langer Radwanderweg durch den linksrheinischen Rhein-Sieg-Kreis. Mit Nebenstrecken ist das Wegenetz ca. 280 km lang. Der Radweg führt durch die Gemeinden Alfter, Bornheim, Meckenheim, Rheinbach, Swisttal und Wachtberg, in denen jeweils einzelne Wegeschleifen mit Streckenlängen von ca. 15 bis 40 km die Hauptroute ergänzen. Die Landschaft ist durch den Obst- und Gemüseanbau geprägt. 
Der Radweg wird vom Verein Rhein-Voreifel Touristik e.V. betrieben. 80 % der veranschlagten Gesamtkosten für die Planung, Konzeption und Umsetzung trägt der Europäische Fonds für regionale Entwicklung (EFRE).
Die offizielle Eröffnung des Radweges fand am 19. Mai 2019 statt.